# Hélène Goudin
Hélène Goudin (* 25. November 1956 in Brüssel, Belgien) ist eine schwedische Politikerin. Goudin war von 2004 bis 2009 Mitglied des Europäischen Parlaments für die Partei Junilistan und gehörte der Fraktion Unabhängigkeit und Demokratie an.
Hélène Goudin war ab 1978 in der Reise- und Touristikbranche tätig und war zwischen 1979 und 1982 Rezeptionistin und Betriebswirtin für ein Fremdenverkehrsunternehmen. Danach war sie 1992 in der kommunalen Erwachsenenbildung tätig und absolvierte zwischen 1993 und 1996 eine Ausbildung als Lehrerin für die 1. bis 9. Schulstufe. Nach dem Abschluss ihrer Ausbildung war Goudin von 1997 und 2004 als Lehrerin für die 1. bis 9. Schuljahr beschäftigt.
Goudin war Stellvertretende Vorsitzende des Umwelt- und Bauausschusses sowie Mitglied im Vorstand der Ortsgruppe der Sozialdemokratischen Partei (SAP). Sie gehörte von 1990 bis 2002 dem Vertrauensrats der SAP an und war örtliche Bürgerbeauftragte. Zudem war sie von 2000 bis 2004 Sicherheitsbeauftragte im Reichsverband der Lehrer sowie Hauptsicherheitsbeauftragte der Grund- und Mittelstufenschulen von Piteå.